# Stazione di Skanderborg
La stazione di Skanderborg (in danese Skanderborg Banegård) è una stazione ferroviaria a servizio dell'omonima città danese.